# Кегумс
Кегумс (произношение) (на латвийски: Ķegums) е град в източна Латвия, намиращ се в историческата област Видземе и в административен район Огре. През 1993 година Кегумс получава статут на град.